# Acasis olivaria
Acasis olivaria là một loài bướm đêm trong họ Geometridae.